# L'Anjou en toutes lettres
L'Anjou en toutes lettres est un essai littéraire de Raphaël Bodin et Bruno Deniel-Laurent publié en décembre 2011 aux Éditions Siloë. 

## Présentation
Présenté comme un dictionnaire amoureux de l'Anjou, il se compose d'une soixantaine d'entrées consacrées à divers aspects de la région angevine. 
Parmi les entrées, on trouve des personnalités liées à la région (David d'Angers, Titi Robin, Joachim Du Bellay, Philippe Muray, Patrick Dewaere, etc.), des spécialités locales (Bonnezeaux, rillauds, Cabernet d'Anjou, Cointreau, etc.), des anecdotes historiques et des réflexions sur l'Anjou libertin ou l'identité angevine. 

## Réception critique
Le livre a été l'objet de plusieurs recensions dans la presse régionale, notamment dans Ouest-France, Le Courrier de l'Ouest, Le Haut-Anjou, La Tribune d'Angers mais aussi dans Le Magazine des livres. L'écrivain Sarah Vajda a également publié un long éloge de ce « petit précis de géographie angevine » dans Le Salon littéraire.